# Златопольский, Давид Львович
Давид Львович Златопольский (12 декабря 1919, Елисаветград — 9 февраля 2002, Москва) — советский и российский юрист, специалист по советскому государственному праву и проблемам суверенитета; доктор юридических наук (1963) и профессор на юридическом факультете МГУ (1964). Заслуженный деятель науки РСФСР (1979), заслуженный профессор Московского университета (1996).

## Биография
Давид Златопольский родился 12 декабря 1919 года в городе Елисаветград Украинской Народной Республики. В мае 1942 года окончил Военно-юридическую академию Красной армии, получив при выпуске воинское звание «военный юрист» (было эквивалентно званию «старший лейтенант»). Три года принимал участие во Второй мировой войне, встретив май 1945 года на территории Третьего Рейха: в 1944 году он стал гвардии капитаном и несколько месяцев проработал в военной прокуратуре 4-й армии Волховского фронта; в конце 1942 года был переведён на работу в органы контрразведки (Смерш), где он состоял следователем в 58-й отдельной стрелковой бригаде и старшим следователем 3-го гвардейского Котельниковского танкового корпуса; также являлся следователем отдела Смерш в 5-й гвардейской танковой армии на Волховском фронте. Был награждён орденами Отечественной войны (I и II степени) и орденом Красной Звезды.
После войны, с октября 1946 года, Златопольский учился в аспирантуре на очном отделении Московского юридического института (МЮИ); с марта 1947 года одновременно работал преподавателем Высшей офицерской школы МВД СССР (на половине ставки). В 1949 году он защитил кандидатскую диссертацию по теме «Образование и развитие СССР как союзного государства» — стал кандидатом юридических наук и старшим преподавателем МЮИ. В 1953 год получил пост доцента МЮИ; после объединения МЮИ с юридическим факультетом МГУ, в 1954 году, стал доцентом в Московском университете. В сентябре 1964 года получил позицию профессора в МГУ.
В 1963 году (иногда, ошибочно — в 1977) Златопольский успешно защитил докторскую диссертацию по теме «Национально-государственное устройство СССР». В связи со своими научными интересами — вопросами советского национально-государственного строительства и проблемами автономии республик СССР — сотрудничал с законодательными органами страны Советов: состоял консультантом в ряде комитетов республиканских Советов, а затем и Госдумы РФ. Входил в состав общественного совета по конституционному законодательству, работавшего при правовом управлении Государственной Думы.
В 1979 году Златопольский стал заслуженным деятелем науки РСФСР; уже в России, в 1995 году, он стал академиком Международной академии наук высшей школы. Через год получил почётное звание «Заслуженный профессор Московского университета». Скончался 2 февраля 2002 года в Москве.

## Семья
- Сын — биохимик Андрей Давидович Златопольский (род. 1944), кандидат биологических наук (1975).
  - Внук — медиаменеджер Антон Андреевич Златопольский.

## Работы
Давид Златопольский являлся автором и соавтором более двух сотен научных работ, некоторые из которых были переведены на иностранные языки; являлся автором пяти монографий. В 1980-х годах опубликовал в СМИ ряд статей юридической тематики: семь статей вышли в газете «Правда», а три — в газете «Известия». Являлся противником популярной в СССР концепции «ограниченного суверенитета» советских республик — полагал, что в «действительности государственный суверенитет не может быть ограничен, ибо представляет собой определённое свойство государства»:
- Образование и развитие СССР как союзного государства. М.: Госюриздат, 1954.
- Государственное устройство СССР. М.: Госюриздат, 1960.
- СССР — федеративное государство. М.: Изд-во Моск. ун-та, 1967.
- Верховный Совет СССР — выразитель воли советского народа. К 60-летию образования Союза ССР. М.: Юрид. лит., 1982.